# 축구 행정 기구
축구 행정 기구(蹴球 行政 機構) 또는 축구 협회(蹴球 協會)는 축구 관련 대회를 주최하는 단체를 의미하며, 일반적으로 국가 단위의 지역을 관장하는 단체를 뜻한다.
각각의 축구 협회는 대부분 자신들이 속한 대륙의 연맹에 소속되며, 각 대륙별 연맹은 국제 축구 연맹에 소속되어 있다. 하지만 일부 축구 협회는 국제 축구 연맹의 회원국으로 인정받지 못하며, 이들은 NF-보드 등 별도의 축구 협회를 조직해 활동한다.

## 아시아
아시아 축구 연맹
- 아프가니스탄 축구 연맹
- 오스트레일리아 축구 연맹
- 바레인 축구 협회
- 방글라데시 축구 연맹
- 부탄 축구 연맹
- 브루나이 축구 협회
- 미얀마 축구 연맹
- 캄보디아 축구 연맹
- 중국 축구 협회
- 중화민국 축구 협회
- 동티모르 축구 연맹
- 괌 축구 협회
- 홍콩 축구 협회
- 전인도 축구 연맹
- 인도네시아 축구 협회
- 이란 이슬람 공화국 축구 연맹
- 이라크 축구 협회
- 일본 축구 협회
- 요르단 축구 협회
- 대한축구협회
- 쿠웨이트 축구 협회
- 키르기스스탄 축구 연맹
- 라오스 축구 연맹
- 레바논 축구 협회
- 마카오 축구 협회
- 말레이시아 축구 협회
- 몰디브 축구 협회
- 몽골 축구 연맹
- 네팔 축구 협회
- 조선민주주의인민공화국 축구 협회
- 북마리아나 제도 축구 협회
- 오만 축구 협회
- 파키스탄 축구 연맹
- 팔레스타인 축구 협회
- 필리핀 축구 연맹
- 카타르 축구 협회
- 사우디아라비아 축구 연맹
- 싱가포르 축구 협회
- 스리랑카 축구 연맹
- 시리아 축구 연맹
- 타지키스탄 축구 연맹
- 태국 축구 협회
- 투르크메니스탄 축구 연맹
- 아랍에미리트 축구 협회
- 우즈베키스탄 축구 연맹
- 베트남 축구 연맹
- 예멘 축구 협회

### 폐지된 협회
- 브루나이 다루살람 축구 협회

## 아프리카
아프리카 축구 연맹 소속
- 알제리 축구 연맹
- 앙골라 축구 연맹
- 베냉 축구 연맹
- 보츠와나 축구 협회
- 부르키나파소 축구 연맹
- 부룬디 축구 연맹
- 카메룬 축구 연맹
- 카보베르데 축구 연맹
- 중앙아프리카공화국 축구 연맹
- 차드 축구 연맹
- 코모로 축구 연맹
- 콩고 축구 연맹
- 콩고 축구 협회 연맹
- 지부티 축구 연맹
- 이집트 축구 협회
- 적도 기니 축구 협회
- 에리트레아 축구 연맹
- 에티오피아 축구 연맹
- 가봉 축구 연맹
- 감비아 축구 협회
- 가나 축구 협회
- 기니 축구 협회
- 기니비사우 축구 연맹
- 코트디부아르 축구 연맹
- 케냐 축구 연맹
- 레소토 축구 협회
- 라이베리아 축구 협회
- 리비아 축구 연맹
- 마다가스카르 축구 연맹
- 말라위 축구 협회
- 말리 축구 연맹
- 모리타니 이슬람 공화국 축구 연맹
- 모리셔스 축구 협회
- 모로코 왕립 축구 연맹
- 모잠비크 축구 연맹
- 나미비아 축구 협회
- 니제르 축구 연맹
- 나이지리아 축구 연맹
- 레위니옹 축구 리그[1]
- 르완다 축구 협회 연맹
- 상투메프린시페 축구 연맹
- 세네갈 축구 연맹
- 세이셸 축구 연맹
- 시에라리온 축구 협회
- 소말리아 축구 연맹
- 남아프리카 공화국 축구 협회
- 수단 축구 협회
- 남수단 축구 협회
- 스와질란드 축구 협회
- 탄자니아 축구 연맹
- 토고 축구 연맹
- 튀니지 축구 연맹
- 우간다 축구 협회
- 잠비아 축구 협회
- 잔지바르 축구 협회[1]
- 짐바브웨 축구 협회

## 북중미와 카리브해
북중미카리브 축구 연맹 소속

### 북아메리카
북아메리카 축구 연맹
- 캐나다 축구 협회
- 멕시코 축구 연맹
- 미국 축구 연맹

### 중앙아메리카
중앙아메리카 축구 연맹
- 벨리즈 축구 연맹
- 코스타리카 축구 연맹
- 엘살바도르 축구 연맹
- 과테말라 축구 연맹
- 온두라스 축구 연맹
- 니카라과 축구 연맹
- 파나마 축구 연맹

### 카리브해
카리브 축구 연맹
- 앵귈라 축구 협회
- 앤티가 바부다 축구 협회
- 아루바 축구 연맹
- 바하마 축구 협회
- 바베이도스 축구 협회
- 버뮤다 축구 협회[2]
- 보네르 축구 연맹[3]
- 영국령 버진아일랜드 축구 협회
- 케이맨 제도 축구 협회
- 쿠바 축구 협회
- 퀴라소 축구 연맹
- 도미니카 연방 축구 협회
- 도미니카 공화국 축구 연맹
- 그레나다 축구 협회
- 과들루프 축구 리그[4]
- 프랑스령 기아나 축구 연맹[5]
- 가이아나 축구 리그[4][5]
- 아이티 축구 연맹
- 자메이카 축구 연맹
- 마르티니크 축구 리그[4]
- 몬트세렛 축구 협회
- 푸에르토리코 축구 연맹
- 세인트키츠 네비스 축구 협회
- 세인트루시아 축구 협회
- 생마르탱 축구 위원회[4]
- 세인트빈센트 그레나딘 축구 연맹
- 신트마르턴 축구 협회[4]
- 수리남 축구 협회[5]
- 트리니다드 토바고 축구 협회
- 터크스 케이커스 제도 축구 협회
- 미국령 버진아일랜드 축구 연맹

### 폐지된 협회
- 네덜란드령 안틸레스 축구 연맹

## 남아메리카
남아메리카 축구 연맹 소속
- 아르헨티나 축구 협회
- 볼리비아 축구 연맹
- 브라질 축구 협회
- 칠레 축구 연맹
- 콜롬비아 축구 연맹
- 에콰도르 축구 연맹
- 파라과이 축구 협회
- 페루 축구 연맹
- 우루과이 축구 협회
- 베네수엘라 축구 연맹

## 오세아니아
오세아니아 축구 연맹 소속
- 아메리칸사모아 축구 연맹
- 쿡 제도 축구 협회
- 피지 축구 협회
- 키리바시 축구 협회[6]
- 누벨칼레도니 축구 연맹
- 뉴질랜드 풋볼
- 파푸아뉴기니 축구 협회
- 사모아 제도 축구 연맹
- 솔로몬 제도 축구 연맹
- 타히티 축구 연맹
- 통가 축구 협회
- 투발루 축구 협회[7]
- 바누아투 축구 연맹

## 유럽
유럽 축구 연맹 소속
- 알바니아 축구 협회
- 안도라 축구 연맹
- 아르메니아 축구 연맹
- 오스트리아 축구 협회
- 아제르바이잔 축구 연맹 협회
- 벨라루스 축구 연맹
- 벨기에 왕립 축구 협회
- 보스니아 헤르체고비나 축구 연맹
- 불가리아 축구 연맹
- 크로아티아 축구 연맹
- 키프로스 축구 협회
- 체코 축구 협회
- 덴마크 축구 연합
- 잉글랜드 축구 협회
- 에스토니아 축구 협회
- 페로 제도 축구 협회
- 핀란드 축구 협회
- 프랑스 축구 연맹
- 조지아 축구 연맹
- 독일 축구 협회
- 지브롤터 축구 협회
- 그리스 축구 연맹
- 헝가리 축구 연맹
- 아이슬란드 축구 협회
- 아일랜드 축구 협회
- 이스라엘 축구 협회
- 이탈리아 축구 연맹
- 카자흐스탄 축구 연맹
- 코소보 축구 연맹
- 라트비아 축구 연맹
- 리히텐슈타인 축구 협회
- 리투아니아 축구 연맹
- 룩셈부르크 축구 연맹
- 몰타 축구 협회
- 몰도바 축구 협회
- 몬테네그로 축구 협회
- 네덜란드 왕립 축구 협회
- 북마케도니아 축구 연맹
- 북아일랜드 축구 협회
- 노르웨이 축구 협회
- 폴란드 축구 협회
- 포르투갈 축구 연맹
- 루마니아 축구 연맹
- 러시아 축구 연맹
- 산마리노 축구 연맹
- 스코틀랜드 축구 협회
- 세르비아 축구 협회
- 슬로바키아 축구 협회
- 슬로베니아 축구 협회
- 스페인 왕립 축구 연맹
- 스웨덴 축구 협회
- 스위스 축구 협회
- 터키 축구 연맹
- 우크라이나 축구 연맹
- 웨일스 축구 협회